# Кол Палмер
Кол Џермејн Палмер (рођен 6. маја 2002) је енглески професионални фудбалер који игра на позицији предњег везног или крила за Челси у Премијер лиги и репрезентацију Енглеске .

## Клупска каријера

### Рани живот и каријера
Кол Џермејн Палмер  рођен је 6. маја 2002.  у Вајтеншоу у Манчестеру.  Када је имао седам година придружио се омладинској школи Манчестер Ситија. Касније је постао капитен тима селекције за играче млађе од 18 година током сезоне 2019–20.

### Манчестер Сити
Палмер је 30. септембра 2020. дебитовао за први тим Ситија у победи од 3:0 у гостима над Барнлијем у четвртом колу ЕФЛ купа .  Свој први гол постигао је 21. септембра 2021. у победи на домаћем терену резултатом 6-1 над тимом прве лиге Викомб Вондерерсом у ЕФЛ купу. Шеснаестог октобра Палмер је дебитовао у Премијер лиги против Барнлија,а истог дана је постигао хет-трик за екипу Ситија до 23 године.  Палмер је 19. октобра је постигао свој први гол у УЕФА Лиги шампиона у победи од 5-1 у гостима над Клуб Брижом .  Седмог јануара 2022, Палмер је постигао гол на свом дебију у ФА купу у гостујућој победи од 4-1 над тимом Лиге 2 Свиндон Таун . 
Палмер је 6. августа 2023. постигао први гол у ФА Комјунити Шилду 2023. против Арсенала, након што је ушао Ерлинга Халанда као замена у другом полувремену.  Међутим, Арсенал је постигао гол у надокнади времена и на крају победио у бољемизвођењу пенала .  Десет дана касније, Палмер је постигао свој последњи гол за Манчестер Сити, који је био за изједначење у УЕФА Суперкупу 2023. против Севиље, на крају је Манчестер Сити добио меч резултатом 5–4 у извођењу пенала, пошто се меч завршио 1–1. 

### Челси
Дана 1. септембра 2023, Палмер је потписао седмогодишњи уговор за премијерлигашки клуб Челси, са могућношћу продужења уговора на још годину дана. Трансфер је износио 47 милиона еура.  Први меч је дебитовао већ сутра дан као замена у 62. минуту у поразу од Нотингем Фореста од 1:0 код куће.  Палмер је 7. октобра постигао свој први гол за Челси, из пенала, док је такође асистирао за гол Николаса Џексона у победи у гостима над Барнлијем резултатом 4–1.  Палмер је 6. новембра забележио гол и асистенцију у узбудљивој победи у гостима од 4-1 над лондонским ривалом Тотенхем Хотспуром .  Шест дана касније, Палмер је постигао гол из пенала за надокнаду времена против бившег клуба Манчестер ситија, пошто су два тима одиграла забавни нерешени резултат 4-4 на Стамфорд Бриџу . 
Палмер је постигао свој први гол из игре у гостујућем поразу од Манчестер јунајтеда од 2:1 5. децембра.  У финалном мечу Челсија 2023. године, на гостовању у Лутон Тауну, Палмер је први пут у професионалној каријеридва гола на мечу, док је такође асистирао голу Нонија Мадуекеа, који је меч Челси победио са 3–2.  Његов допринос у Лутону довео је до двоцифреног броја голова у Премијер лиги, поставши пети играч Челсија стар 21 или мање година (и први од Кристијана Пулишића и Мејсона Маунта 2019–20 ) који је то урадио.  Као резултат његових наступа током децембра 2023, који су укључивали четири гола и две асистенције, Палмер је био номинован за награду за најбољег играча у Премијер лиги, а његов други гол против Лутон Тауна такође је номинован за гол месеца у Премијер лиги .  

## Репрезентативна каријера
Палмер је представљао репрезентацију Енглеске до 17 година на УЕФА Европском првенству до 17 година 2019 . 
Палмер је 27. августа 2021. примио свој први позив за репрезентацију Енглеске до 21 године .  Постигао је гол на свом дебију у победи од 2:0 над ткзв. Косовом у квалификацијама за УЕФА Европско првенство до 21 године 2023 . 
Дана 14. јуна 2023. Палмер је укључен у састав Енглеске за УЕФА Европско првенство до 21 године 2023 .;  турнир који је Енглеска на крају освојила. 
Дана 13. новембра 2023. је примио свој први позив у сениорску репрезентацију Енглеске уочи њихових квалификационих утакмица за Европско првенство 2024. против Малте и Северне Македоније .   Дебитовао је 17. новембра,када је  ушао као замена у 61. минуту у победи Енглеске од 2:0 против Малте на стадиону Вембли . 

## Приватни живот
Палмер води порекло са Сент Китс и Невиса преко свог оца. 

## Успеси
Манчестер Сити
- Премијер лига : 2022/23.[31]
- ФА куп : 2022/23.[32]
- УЕФА Лига шампиона : 2022/23.[33]
- УЕФА Суперкуп : 2023.[34]

Челси
- УЕФА Лига конференције : 2024/25.[35]
- Светско клупско првенство : 2025.[36]

Енглеска до 21
- Европско првенство до 21 године : 2023.[37]